# 天高增三
金牛座105，又名BD+21 766，HD 32991、SAO 76972、HR 1660，是金牛座的一颗恒星，视星等为5.89，位于銀經181.34，銀緯-11.09，其B1900.0坐标为赤經5h 1m 56.6s，赤緯+21° -11.09′ 21″。